# Despido improcedente

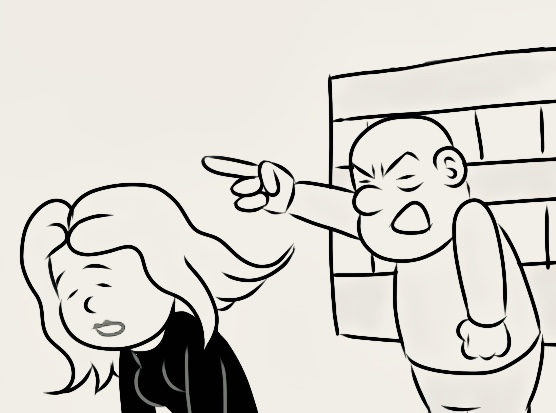
Ilustración de un despido

En derecho laboral, el despido improcedente es la terminación por parte de la empresa de la relación que la une a un trabajador en un país por razones no previstas en la legislación laboral de ese país.
Esta página es la traducción de Unfair dismissal (literalmente, despido injusto), que se ajusta al concepto de despido improcedente; existe también Wrongful dismissal, que se podría traducir por despido doloso, y que corresponde, por ejemplo, al despido de un empleado que denuncia una ilegalidad de la empresa, pero que en la legislación laboral en español no suele estar recogido de manera diferenciada.
Este concepto jurídico no se utiliza en los países cuya legislación laboral no limita el despido.
En inglés y francés se distingue entre el despido por causas económicas (layoff, licenciement), que suele ser colectivo (afecta a más de una persona) del despido individual (dismissal, congédiement), para el que el empresario suele alegar comportamientos indebidos en la persona despedida (negligencia, impuntualidad, absentismo, deslealtad, etc.).
El despido improcedente no debe confundirse con el despido nulo. Este último en realidad es procedente (hay causas objetivas que lo justifican), pero en su realización no se han seguido correctamente los pasos del procedimiento establecido, por lo que se declara nulo.

## Situación por país

### Australia
Australia protege desde hace mucho tiempo a los empleados del despido improcedente. Sin embargo la mayoría de esta protección se limitaba a 2 aspectos. Un empresario no podía despedir a un empleado por una razón prohibida, típicamente la afiliación a un sindicato. Sin embargo, la persona despedida no podía recurrir su despido individualmente ante los tribunales, sino que tenía que hacerlo a través de un sindicato. Generalmente solo se podía anteponer el recurso ante los tribunales de los estados australianos (no ante un tribunal federal). Una definición similar existía a nivel de la Commonwealth, aunque estaba considerablemente limitado por los requisitos de la Constitución de Australia para las disputas entre estados. La capacidad de un individuo para recurrir su despido se estableció primero en un esquema estatutario de Australia Meridional en 1972. Después lo permitieron Australia Occidental, Queensland, Nueva Gales del Sur y Victoria a comienzos del período 1990-2000.
La protección contra el despido improcedente a nivel de la Commonwealth fue resaltada en 1984 por la Comisión de Conciliación y Arbitraje de la Commonwealth con su fallo en el Caso de terminación, cambio y ERTE (redundancy en inglés): el despido «no será duro, injusto ni irrazonable». Decisiones judiciales subsiguientes fueron respaldadas por el Tribunal supremo de Australia. El Parlamento de Australia amplió posteriormente la protección contra el despido improcedente con la aprobación de la Ley de reforma de las relaciones industriales de 1993, basada en el poder que la Constitución da al Parlamento para legislar sobre asuntos en los que Australia ha firmado tratados internacionales, y en la Convención de 1982 sobre el despido de la ILO .
En ley australiana actual, el despido improcedente ocurre cuando la Comisión para un Trabajo Justo, actuando bajo la sección 385 de la Ley de trabajo justo de 2009, determina que:
1. una persona ha sido despedida;
2. el despido fue duro, injusto o irrazonable;
3. no fue compatible con el Código de despido justo en la pequeña empresa; y[15]
4. no fue un caso genuino de ERTE.

Si la Comisión para un Trabajo Justo determina que un despido es improcedente, debe decidir si ordena la readmisión o una indemnización. Se requiere que  considere primero si la readmisión es apropiada, y solo puede ordenar la indemnización (limitada a 6 meses de salario) si encuentra justificado que la readmisión es inapropiada.
(Para más detalles puede verse Unfair dismissal in Australia)

### Canadá
Según el sector afectado, las demandas por despido improcedente pueden caer dentro de la jurisdicción federal o de la provincial. Los pleitos relativos a esta situación (en francés: congédiement injuste) en la que «el empleado ha sido despedido y lo considera injusto»   siguen el Estatuto de los Trabajadores de Canadá, así como normativa similar en Quebec y Nova Scotia, todo  lo cual se introdujo a finales del período 1970-1980. En ciertos casos estas disposiciones se aplican al Constructive dismissal (literalmente despido constructivo, una figura no diferenciada en el Derecho laboral en español, que se da en situaciones de acoso laboral).
Según la ley federal, los trabajadores no sindicados y no directivos que hayan ocupado un puesto más de 12 meses seguidos pueden presentar una demanda por despido improcedente dentro de los 90 días siguientes a su despido. En su demanda, el empleado tiene derecho a «pedir por escrito al empresario que le proporcione una declaración escrita de las razones de su despido», la cual debe entregarse dentro de los 15 días siguientes a la petición. Las quejas son inicialmente investigadas por un inspector, que entonces promoverá un acuerdo dentro de un tiempo razonable. Si no se consigue, el Ministerio de Trabajo puede poner el caso en manos de un "adjudicador" siempre que: 
- la persona no haya sido despedida por falta de trabajo;
- la persona no haya sido despedida porque la empresa ha decidido dejar de llevar a cabo la actividad concreta que desempeñaba esa persona;
- no se haya iniciado otro procedimiento de reparación judicial del despido.[23]

Cuando se determina que el despido es improcedente, el adjudicador dispone de amplia autoridad para actuar, que  incluye ordenar el pago de una indemnización o la  readmisión del trabajador.
Aunque muchos empresarios han intentado contratar fuera de estas disposiciones a través del pago de una indemnización por despido y de hacer firmar al trabajador contratado una renuncia a demandar por despido improcedente, la Corte Suprema de Canadá dictaminó en 2016 que el Estatuto de los Trabajadores prevalece sobre tales actos de Derecho anglosajón (common law).

### España
La regulación de los diferentes tipos de despido ha sido objeto de frecuentes controversias entre empresarios y sindicatos, lo que ha llevado a cambios legislativos más favorables a unas u otras posturas, según las simpatías del Gobierno en cada momento.
Tras la reforma laboral de febrero de 2012, el empresario no está obligado a reconocer la improcedencia del despido, pero si pone a disposición del trabajador la indemnización establecida (33 días por año trabajado para contratos celebrados a partir del 12 de febrero de 2012, con un máximo de 24 meses de salario), se entiende que lleva a cabo un despido improcedente.

### Francia
El despido improcedente se incorporó a las leyes laborales francesas en 1973, pero algunas otras protecciones habían sido instituidas ya en 1892.
El Estatuto de los Trabajadores (en francés: Code du travail establece el procedimiento que debe seguir el despido (licenciement) así como los motivos bajo los cuales es válido o no. El despido puede darse por motivos de rendimiento personal (en francés: motif personnel) o razones económicas (motif économique).
Cuando el empresario cree que  hay una razón válida (en francés: cause réelle et sérieuse) para el despido por motivos personales, debe avisar al empleado con 5 días laborables de antelación para reunirse con él, y la decisión de despedir (mediante escrito enviado por correo certificado) no puede tomarse hasta que hayan pasado al menos 2 días desde la reunión.
Cuando el despido ocurre por motivos económicos, el empleado tiene derecho a ser notificado de la obligación del empresario —durante los siguientes 12 meses— de informarle de cualquier vacante adecuada a sus cualificaciones. Tanto la falta de aviso previo como la falta de notificación de vacantes serán causas de despido improcedente.
Un empleado puede recurrir un despido mediante una demanda ante un tribunal laboral (en francés: Conseil de prud'hommes).
Cuando un empresario despide a alguien al que ha  empleado al menos dos años seguidos, puede ser objeto de varias reclamaciones:
- Si no cumple los requisitos procesales puede tener que pagar al empleado un mes de salario.[32]
- Si se determina que el despido ha sido improcedente (en francés: licenciement sans cause réelle et sérieuse), el tribunal puede ordenar la readmisión (réintégration) del empleado. Si cualquiera de las partes rehúsa aceptarla, se abonará al empleado una indemnización de al menos 6 meses de salario.[33][34] El empresario también deberá reembolsar cualquier subsidio de paro que haya recibido  el empleado hasta un máximo de 6 meses.[35]

Cuando el despido improcedente ocurre por no cumplir las obligaciones de notificación de recuerdo de derechos, el tribunal puede otorgar:
- Si el empleado tiene al menos 2 años de servicio y la empresa tiene más de 10  trabajadores, una indemnización mínima de 2 meses de salario.
- En todos los otros casos, una cantidad en línea con la existencia y extensión de cualquier detrimento afrontado por el empleado.

Cuando un empleado tiene menos de 2 años de servicio, o la empresa tiene menos de 11  trabajadores, no hay derecho a las notificaciones de recuerdo, ni a otras protecciones contra el despido injusto. Sin embargo la indemnización de un mes de salario todavía es posible si no se siguen los requisitos procesales, y cabe una cantidad suplementaria apropiada si el despido se ejecutó impropiamente (en francés: licenciement abusif).
Cuando el empleado ha prestado sus servicios al menos un año, el empresario también puede ser objeto una reclamación separada de indemnización por despido (en francés: indemnité de licenciement). La cantidad es igual al 20 % del sueldo base mensual multiplicado por el número de años de servicio hasta 10 años, más 2/15 del sueldo base mensual multiplicados por los años de servicio que excedan de 10.

### Namibia
El despido improcedente en Namibia se define en la Ley del trabajo de 2007, que asigna al empresario la carga de la prueba de que un despido era justo. Se enumeran explícitamente como motivos improcedentes para el despido la discriminación racial, religiosa, política, marital, socioeconómica o sindical. Cualquier despido que no da una razón válida y justa se considera automáticamente improcedente.
(Para más detalles puede verse Unfair dismissal in Namibia)

### Reino Unido
Después de la publicación del Informe Donovan en 1968, el Parlamento británico aprobó la Ley de relaciones laborales de 1971, que introdujo el concepto de despido improcedente en la legislación británica y su aplicación por el Tribunal Nacional de Relaciones Industriales. La Ley de sindicatos y relaciones laborales de 1974 abolió este tribunal y lo reemplazó con una red de lo que denominaba tribunales industriales (que posteriormente se llamaron tribunales laborales, employment tribunals). El conjunto es actualmente gobernado por la parte X de la Ley de derechos del empleado de 1996.
Los empleados tienen el derecho a no ser injustamente despedidos (con varias excepciones). La avenencia (históricamente una resciliación) a la que llegue con el empresario un empleado despedido puede incluir la renuncia a recurrir judicialmente el despido. Para que tal acuerdo sea vinculante, el empleado tiene que haberse asesorado sobre dicho acuerdo con un asesor independiente, como un abogado laboralista, una persona certificada por un sindicato o un trabajador certificado de un centro de asistencia.
En 2011, Aikens LJ resumió la jurisprudencia británica sobre lo que constituye un despido improcedente:
1. La razón para el despido de un empleado es un conjunto de hechos conocidos por el empresario, o puede ser un conjunto de cosas que el empresario cree.
2. Un empresario no puede basarse en hechos que no conocía en el momento en que despidió al empleado para afirmar que la "razón real" del despido fue alguno de estos hechos.
3. Una vez el empresario ha establecido ante un tribunal que la "razón real" del despido se encuentra entre las recogidas en la sección 98(1)(b), esto es, se trata de una "razón válida ", el tribunal laboral debe decidir si el despido fue procedente o improcedente. Ello requiere, en primer y principal lugar, la aplicación de la prueba estatutaria establecida en la sección. 98(4)(a).
4. Al aplicar dicha subsección, el tribunal debe decidir si es razonable la decisión de despedir por la "razón real". Ello supone la consideración, al menos en los casos de supuesta conducta indebida del empleado, de 3 aspectos del proceder del empresario. Primero: ¿el empresario llevó a cabo una investigación razonable dadas las circunstancias? Segundo: ¿el empresario creía que el empleado era culpable de la conducta indebida? Y tercero: ¿el empresario tenía motivos razonables para creerlo así?. Si la respuesta a cada cual de las 3 cuestiones es "sí", el tribunal debe considerar razonable la respuesta del empresario.
5. Al hacer el ejercicio descrito, el tribunal debe juzgar por los estándares objetivos del empresario razonable hipotético, más que por su propia visión subjetiva propias, si el empresario ha actuado dentro de una «banda o gama de respuestas razonables» a la conduct indebida del empleado concernido. Si ha actuado así, entonces la decisión de despedir será razonable. Pero eso no es lo mismo que decir que una decisión de despido solo se considerará irrazonable si  se demuestra que fue perversa.
6. El tribunal no debe considerar solamente si cree que el despido fue procedente y establecer así lo que debería haber hecho el empresario; debe determinar si la decisión de despedir cayó dentro de la banda de respuestas razonables que «un empresario razonable podría haber adoptado».
7. Un tribunal no puede sustituir su propia evaluación de un testigo por la que llevó a cabo el empresario cuando investigó la conducta del empleado y decidió el despido, salvo en circunstancias excepcionales.
8. Un tribunal debe centrarse en la justicia del proceder del empresario cuando investigó la conducta del empleado y decidió el despido (o durante cualquier proceso de apelación) y no en si el empleado ha padecido una injusticia.

(Para más detalles puede verse Unfair dismissal in the United Kingdom)

## Para saber más
- Ruslim, Reagan (2014). «Unjust Dismissal under the Canada Labour Code: New Law, Old Statute». University of Western Ontario Journal of Legal Studies (University of Western Ontario) 5 (2). ISSN 1927-9132.
- Southey, Kim (2015). «Unfair dismissal for Australian workers: The hundred-year journey». Asian Academy of Management Journal 20 (1): 147-164.
- . The Association of Industrial Relations Academics of Australia and New Zealand. 2005. pp. 537-544. ISBN 1-86487-699-9.